# Péter Eötvös

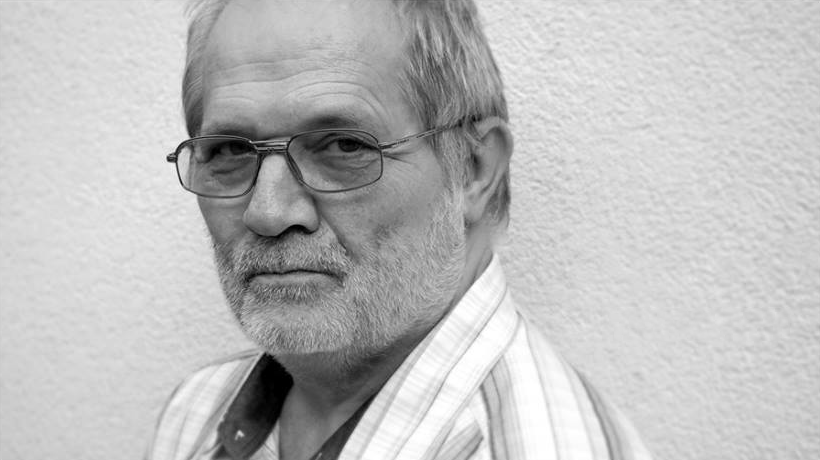
Péter Eötvös (2018). Foto: Gáspár Stekovics

Péter Eötvös ['peːtɛr ˈøtvøʃ] (* 2. Januar 1944 in Odorheiu Secuiesc, ungarisch Székelyudvarhely, Siebenbürgen; † 24. März 2024 in Budapest) war ein ungarischer Komponist und Dirigent.

## Leben und Wirken
Eötvös wurde im ungarischsprachigen Szeklerland geboren, das seit dem Vertrag von Trianon 1920 zu Rumänien gehörte, nach dem Zweiten Wiener Schiedsspruch aber in den Jahren 1941 bis 1944 von Ungarn besetzt war. Sein Vater war damals dort als Soldat stationiert, seine Mutter war Pianistin und Musikpädagogin. Die Familie floh vor der vordringenden Front nach Dresden, kehrte aber bald nach Ungarn zurück.
Er wurde im Alter von 14 Jahren von Zoltán Kodály an der Musikakademie Budapest aufgenommen, wo er von 1958 bis 1965 studierte. 1966 erhielt er ein Stipendium für ein Dirigierstudium an der Kölner Musikhochschule. Von 1968 bis 1976 schloss sich eine Zusammenarbeit mit dem Ensemble von Karlheinz Stockhausen an. Von 1971 bis 1979 war er Mitarbeiter am Studio für Elektronische Musik des WDR in Köln. Von 1979 bis 1991 war er auf Ruf von Pierre Boulez musikalischer Leiter des Ensemble intercontemporain. 1991 gründete er das Internationale Eötvös Institut für junge Dirigenten und Komponisten in Budapest. Zwischen 1992 und 1998 nahm er eine Lehrtätigkeit an der Karlsruher Musikhochschule wahr, die er 2002 bis 2007 wieder aufnahm. Von 1998 bis 2001 war er Professor an der Kölner Musikhochschule. Zudem leitete er regelmäßig Meisterkurse und Seminare auf der ganzen Welt.
Als Dirigent wurde Péter Eötvös von folgenden Orchestern regelmäßig eingeladen:
- Concertgebouw-Orchester
- Berliner Philharmoniker
- Münchner Philharmoniker
- Wiener Philharmoniker
- Symphonieorchester des Bayerischen Rundfunks
- Orchestre Philharmonique de Radio France
- BBC Symphony Orchestra
- Cleveland Orchestra
- NHK-Sinfonieorchester

Zudem dirigierte er an folgenden Opernhäusern: 
- Teatro alla Scala in Mailand
- Royal Opera House in London
- Opéra National de Lyon
- Brüsseler Opernhaus La Monnaie/De Munt
- Glyndebourne Festival Opera
- Théâtre du Châtelet in Paris

Außerdem war er Erster Gastdirigent in folgenden Fällen:
- BBC Symphony Orchestra
- Festival Orchester Budapest
- Radio-Sinfonieorchester Stuttgart des SWR
- Göteborger Symphoniker
- ORF Radio-Symphonieorchester Wien
- Ungarische Nationalphilharmonie

Von 1994 bis 2004 war Péter Eötvös außerdem Chefdirigent des Radio Kammerorchesters in Hilversum.

## Werke (Auswahl)
Orchesterwerke
- 1993: Psychokosmos. Uraufführung durch das RSO Stuttgart
- 1995: Atlantis. Uraufführung durch das RSO Köln
- 1998: Zwei Monologe für Bariton und Orchester aus Tri Sestri. Uraufführung durch das SWR-Sinfonieorchester
- 1999: zeroPoints. Uraufführung durch das London Symphony Orchestra
- 1999: Replica für Viola und Orchester. Uraufführung durch das London Symphony Orchestra
- 2002: IMA. Uraufführung durch das WDR Sinfonieorchester Köln
- 2003: Jet Stream. Uraufführung durch das BBC Symphony Orchestra London
- 2006: Seven – Memorial for the Columbia Astronauts. Für Solovioline und Orchester
- 2008: Konzert für zwei Klaviere und Orchester. Uraufführung durch das WDR Sinfonieorchester Köln.
- 2011: Cello Concerto Grosso. Uraufführung durch die Berliner Philharmoniker
- 2012: DoReMi für Violine und Orchester. Uraufführung durch das Orchester Los Angeles Philharmonic.
- 2012: The Gliding of the Eagle in the Skies. Uraufführung durch das Euskadiko Orkestra.
- 2013: Speaking Drums für Schlagzeug und Orchester. Uraufführung durch das Orchestre Philharmonique de Monte Carlo.
- 2016: Alle vittime senza nome für Orchester. Uraufführung durch das Orchester des Teatro alla Scala Milano.
- 2018: Reading Malevich für Orchester. Uraufführung durch das Orchester der Lucerne Festival Academy.

Ensemblewerke und Kammermusik
- 1985–1990: Steine
- 1990: Brass – The Musical Space Aktionsstück für sieben Blechbläser und zwei Schlagzeuger
- 1992: Korrespondenz für Streichquartett
- 1993: Triangel Musikalische Aktionen für einen kreativen Schlagzeuger und 27 Instrumente
- 1993: Psalm 151 in memoriam Frank Zappa für Schlagzeug solo oder vier Schlagzeuger
- 1996: Psychokosmos: PSY Trio (für Cimbalon, Flöte und Cello)
- 1996: Shadows für Flöte, Klarinette und Kammerorchester
- 2007: Octet für Bläser
- 2007: Octet für Sopran und acht Bläser
- 2010: Schiller: energische Schönheit, UA: 6. Mai 2011 Wittener Tage für neue Kammermusik 2011, Ensemble Modern, Schola Heidelberg
- 2011: Herbsttag für Mädchenchor a cappella
- 2014: da capo (Mit Fragmenten aus W. A. Mozarts Fragmenten) für Cimbalom oder Marimba und Ensemble
- 2016: The Sirens Cycle für Koloratursopran und Streichquartett
- 2018: Secret Kiss, Melodram für Sprecherin bzw. Sprecher,  Flöte, Klarinette, Violine, Violoncello und Schlagzeug

Solowerke
- 1993: Psalm 151 in memoriam Frank Zappa für Schlagzeug solo
- 1993/2001: Derwischtanz für Solo-Klarinette
- 1998: zwei Gedichte für Polly für Cello solo
- 2003: Erdenklavier – Himmelklavier für Klavier solo
- 2011: Dances of the Brush-Footed Butterfly für Klavier solo

Opern
- 1975: Radames, Kammeroper. Idee und Libretto von Peter Eötvös unter Verwendung von Texten von András Jeles, László Najmányi, Manfred Niehaus und Antonio Ghislanzoni. Uraufführung beim Musik-Theater Festival 1976 in Köln.
- 1998: Harakiri Text: István Bálint
- 1996: As I Crossed A Bridge Of Dreams Text: Libretto von Mari Mezei nach As I Crossed A Bridge of Dreams. Recollections of A Woman in the Eleventh-Century Japan in der engl. Übersetzung von Ivan Morris
- 1996–1997: Tri sestri nach dem gleichnamigen Drama von Anton Tschechow
- 2002: Le Balcon nach dem Schauspiel von Jean Genet, ein Auftragswerk des Festivals von Aix-en-Provence in Zusammenarbeit mit dem Théâtre du Capitole Toulouse, Uraufführung im Juli 2002 durch das Ensemble Intercontemporain im Rahmen des Festivals in Aix-en-Provence.
- 2004: Angels in America nach dem gleichnamigen Schauspiel von Tony Kushner. Uraufführung im November 2004 in Paris, Théâtre du Châtelet.
- 2008: Lady Sarashina basiert auf dem Sarashina Tagebuch aus dem 11. Jahrhundert (Japan, 1008). Uraufführung im März 2008 an der Opéra National de Lyon.
- 2008: Love And Other Demons nach dem gleichnamigen Roman von Gabriel García Márquez. Uraufführung im August 2008 in Glyndebourne.
- 2009: Die Tragödie des Teufels Komisch-utopische Oper in zwölf Bildern, Text von Albert Ostermaier. Uraufführung im Februar 2010 in München, Bayerische Staatsoper.
- 2013: Paradise reloaded (Lilith), Text von Albert Ostermaier. Uraufführung im Oktober 2013 in Wien, Neue Oper Wien
- 2014: Der goldene Drache, Libretto von Roland Schimmelpfennig nach dem gleichnamigen Theaterstück, eingerichtet von Peter Eötvös. Uraufführung am 29. Juni 2014 in Frankfurt am Main, Oper Frankfurt (Bockenheimer Depot)
- 2015: Senza sangue, Text von Mari Mezei nach der gleichnamigen Novelle von Alessandro Baricco. Uraufführung am 1. Mai 2015 in der Philharmonie Köln.
- 2021: Sleepless, Text von Mari Mezei nach Trilogie von Jon Fosse. Uraufführung am 28. November 2021 in der Staatsoper Unter den Linden Berlin.
- 2023: Valuska, Text von Mari Mezei und Kinga Keszthelyi nach dem Roman Melancholie des Widerstands von László Krasznahorkai. Uraufführung am 2. Dezember 2023 in der Ungarischen Staatsoper Budapest; deutsche Erstaufführung (in deutscher Sprache) unter dem Titel Valuschka am 3. Februar 2024 am Theater Regensburg.[8]

## Auszeichnungen
- 1988: Officier de l’Ordre des Arts et des Lettres (Frankreich)
- 1997: Bartók-Preis (Ungarn)
- 1998: Grand Prix de le Critique (Frankreich)
- 1999: Victoires de la Musique Classique et du Jazz (Frankreich)
- 2000: Echo Klassik (Deutschland)
- 2000: Preis der Christoph-und-Stephan-Kaske-Stiftung (Deutschland)
- 2001: Music Award der Royal Philharmonic Society (Großbritannien)
- 2002: Kossuth-Preis (Ungarn)
- 2002: Royal Philharmonic Society Music Award  (Großbritannien)
- 2002: SACD Palmarès in der Kategorie Prix Musique (Frankreich)
- 2003: Commandeur de l’Ordre des Arts et des Lettres (Frankreich)
- 2004: Cannes Classical Award in der Kategorie Best Living Composer auf der MIDEM in Cannes (Frankreich).
- 2007: Frankfurter Musikpreis
- 2008: Prix de composition musicale de la Fondation Prince Pierre de Monaco (Monaco) für das Violinkonzert Seven
- 2011: Goldener Löwe der Biennale di Venezia[9]
- 2015: Ungarischer Sankt-Stephans-Orden[10]
- 2018: Goethe-Medaille
- 2020: BBVA Foundation Frontiers of Knowledge Awards